# Memecylon subramanii
Memecylon subramanii là một loài thực vật thuộc họ Melastomataceae. Đây là loài đặc hữu của Ấn Độ.